# Kengo Nakamura (Musiker)
Kengo Nakamura (japanisch 中村 堅碁, Nakamura Kengo; * 1965 in Osaka) ist ein japanischer Jazzmusiker (Kontrabass, Komposition).

## Leben und Wirken
Nakamura lernte zunächst mit zwölf Jahren klassisches Gitarrenspiel, bevor er mit 17 Jahren zum E-Bass wechselte. Ab 1988 studierte er am Berklee College of Music in Boston, wo er Unterricht bei Whit Browne hatte. Nach dem Studienabschluss arbeitete er mit Musikern wie Roy Hargrove, Antonio Hart und Anthony Wonsey. Mit einem Stipendium der John Neves Memorial Scholarship setzte er seine Studien an der Berklee College of Music fort. 1991 zog er nach New York City und begann als professioneller Musiker zu arbeiten, u. a. mit Wynton Marsalis (Live at the House of Tribes, 2002), Benny Golson, Mal Waldron, Cyrus Chestnut, Marcus Printup, Sadao Watanabe, Makoto Ozone, Antonio Ciacca, Shinnosuke Takahashi, Ritsuko Iwayama und Wess „Warmdaddy“ Anderson und Nicola Angelucci. 2001 legte er bei Verve Records sein Debütalbum Divine vor. Die Leser des japanischen Swing Journal wählten ihn seitdem drei Mal zum besten japanischen Jazzbassisten sowie unter die ersten Zehn der besten Komponisten/Arrangeure. Im Bereich des Jazz wird er von Tom Lord  zwischen 2000 und 2016 bei 24 Aufnahmesessions gelistet, zuletzt mit Michael Dease.

## Diskographische Hinweise
- Divine (Universal/Verve, 2001), mit Atsushi Ikeda, Cyrus Chestnut, Makoto Ozone, Neal Smith, Rodney Green
- Re:Standards (2005), mit Marcus Printup, Ted Nash, Makoto Ozone
- Generations (55 Records, 2008), mit Danny Grissett, Clarence Penn
- Songs in My Life Time (55 Records, 2012), mit Marcus Printup, Mark Gross, Stacy Dillard, Richard Johnson, Willie Jones III